# SPRR3
SPRR3‏ (Small proline rich protein 3) هوَ بروتين يُشَفر بواسطة جين SPRR3 في الإنسان. والتي توجد داخل مجمع التمايز البشروي (EDC).